# Уильямс, Адам
Адам Уильямс (англ. Adam Williams), имя при рождении Адам Уильям Берг (англ. Adam William Berg; 26 ноября 1922 года, Нью-Йорк, США — 4 декабря 2006 года, Лос-Анджелес, Калифорния, США) — американский актёр кино и телевидения 1950—1970-х годов.
Свои наиболее значимые роли Уильямс сыграл в фильмах «Горящий полёт» (1951), «Без предупреждения!» (1952), «Сильная жара» (1953), «Полиция нравов» (1953), «Побег» (1955), «Морская погоня» (1955), «Дыба» (1956), «Страх вырывается наружу» (1957), «Текстильные джунгли» (1957), «На север через северо-запад» (1959) и «Последний закат» (1961).

## Ранние годы жизни и служба в армии
Адам Уильямс родился 26 ноября 1922 года в Нью-Йорке в семье немецкого происхождения, его имя при рождении — Адам Уильям Берг.
Во время Второй мировой войны Уильямс служил лётчиком в ВМС США, где за свою службу был удостоен Креста Военно-морских сил.

## Карьера в кинематографе
После увольнения из Вооружённых сил Уильямс направился в Голливуд, рассчитывая сделать актёрскую карьеру. В 1951 году Уильямс дебютировал в кино в комедии «Королева дня» (1951), которая была основана на популярной радиопрограмме дневного эфира. В том же году в военном экшне Николаса Рэя «Горящий полёт» (1951) с участием Джона Уэйна и Роберта Райана Уильямс сыграл лейтенанта ВВС, который в составе эскадрильи «Дикие кошки» принимает участие в морском сражении за Гуадалканал во время Второй мировой войны.
Год спустя в независимом нуаровом триллере «Без предупреждения!» (1952) Уильямс исполнил главную роль серийного маньяка, на которого ведёт охоту полиция. Несмотря на скромный бюджет, фильм высоко оценивается современными критиками. В частности, киновед Деннис Шварц, отметив, что «это один из первых голливудских фильмов о психопате», далее написал, что картина «движется в хорошем темпе, сделана напряжённо, при чёткой актёрской игре, особенно, со стороны Адама Уильямса в роли убийцы». Как далее указывает Шварц, Уильямс создаёт образ «аккуратного, сдержанного и одинокого красивого садовника, который получил психическую травму, когда неверная жена-блондинка бросила его. Ради мести его персонаж находит в барах похожих на неё блондинок и убивает их садовыми ножницами в спину». Киновед Хэл Эриксон также отметил игру Уильямса, который «действительно пугает в роли психопата из соседнего дома».
Ещё более серьёзное внимание Уильямс обратил на себя благодаря фильму нуар Фрица Ланга «Сильная жара» (1953). В этой ленте Уильямс сыграл члена банды Ларри Гордона, который закладывает взрывчатку под автомобиль полицейского детектива Дейва Бэнниона (Гленн Форд), в результате чего при взрыве гибнет жена детектива. Бэннион начинает расследование, в итоге находя Гордона, который сознаётся в преступлении, а также сообщает важные сведения о преступной связи главарей организованной преступности с руководством городского полицейского управления. Бэннион не убивает Гордона, а просто пускает слух, что тот «заговорил», в результате чего вскоре мафия сама расправляется с ним, выбросив его тело в реку. Как The New York Times, так и Variety опубликовали восторженные рецензии на фильм, особенно выделив «напряжённую» и «мощную» режиссуру Ланга, а также «беспощадную, неумолимую игру звезды фильма» Гленна Форда. Авторитетный современный кинокритик Роджер Эберт внёс картину в свой список «великих фильмов», выразив восхищение также игрой актёров второго плана, а историк кино Спесер Селби отметил, что «сегодня фильм считается классикой жанра нуар и самым популярным нуаром Ланга, где моральная победа достигается с помощью насилия, трагедии и смерти».
В том же году Уильямс сыграл значимую роль второго плана в фильме нуар «Полиция нравов» (1953). Он предстал в образе молодого члена банды грабителей Марти Кузалича, которого более интересуют отношения с его девушкой, чем ограбление, в котором он должен участвовать. Когда после ограбления полиции удаётся схватить его и с помощью ложных улик обвинить в убийстве, которого он не совершал, Марти рассказывает всё, что ему известно, как об убийстве, так и о том, где банда скрывается в настоящий момент. Кинокритик «Нью-Йорк Таймс» Энтони Вейлер сдержано оценил картину, выделив «среди прочих актёров Адама Уильямса в роли трусоватого сообщника». Современные киноведы дают фильму в основном позитивные отзывы, при этом, по мнению Гленна Эриксона, среди многочисленных преступников «лучше всех смотрится молодой Адам Уильямс в роли нервного любителя женщин, который с удовольствием пересидел бы ограбление со своей девушкой в борделе у Моны».
В фильме нуар «Побег» (1955), рассказывающем о побеге из тюрьмы шестерых заключённых, Уильямс сыграл роль добропорядочного владельца автозаправочной станции, который приходит на выручку женщине, оказавшейся у бандитов в плену, а затем убивает одного из бандитов, когда те пытаются бежать. В том же году Уильямс сыграл радиста немецкого военного корабля, пытающегося оторваться от британского флота, в военном экшне Джона Фэрроу «Морская погоня» (1955) с Джоном Уэйном и Ланой Тёрнер в главных ролях.
Год спустя вышла военная судебная драма Арнольда Лейвена «Дыба» (1956), где Уильямс сыграл роль сержанта армии США Отто Панке, который даёт свидетельские показания о странной перемене, произошедшей с его командиром, капитаном Эдвардом Холлом (Пол Ньюман) после его четырёхмесячного плена в ходе Корейской войны.
В 1957 году Уильямс сыграл значимую роль в спортивном биографическом фильме Роберта Маллигана «Страх вырывается наружу» (1957), представ в образе психиатра, который пытается нормализовать состояние пережившего нервный срыв известного бейсболиста (Энтони Перкинс). В том же году вышел производственный фильм нуар «Текстильные джунгли» (1957), где Уильямсу досталась небольшая роль члена банды рэкетиров, которая «крышует» текстильную фабрику.
В конце 1950-х годов Уильямс также исполнил роли второго плана в нескольких вестернах, среди них «Одинокий человек» (1957) с Энтони Перкинсом, «Человек из Оклахомы» (1957) с Джоэлом Маккри и «Высшая справедливость» (1958) с Аланом Лэддом и Эрнестом Боргнайном.
Военный исторический экшн «Рейнджеры Дарби» (1958) с Джеймсом Гарнером в роли героя Второй мировой войны, майора Уильяма Дарби рассказывал об участии в боевых сражениях и личной жизни членов его элитного батальона рейнджеров, одного из которых сыграл Уильямс. В том же году в фантастическом фильме Джека Арнольда «Космические дети» (1958) Уильямс исполнил одну из главных ролей инженера-электрика, который разрабатывает ракету, способную нести термоядерное оружие. Между тем группа детей, включая двух его сыновей, вместе с инопланетянами, руководствуясь идеями безъядерного будущего, срывает планы запуска этой ракеты.
Как отмечается в биографии Уильямса на сайте Turner Classic Movies, «его самой знаменитой работой в кино без сомнения стал фильм Альфреда Хичкока „На север через северо-запад“ (1959), где он выполнил двойную работу — и как актёр, и как лётчик. Во-первых, он сыграл Валериана, одного из бандитов, который в итоге падает с горы Рашмор. А во-вторых, он был пилотом, который на своём самолёте пытается совершить налёт на Кэри Гранта в знаменитой сцене на кукурузном поле». Фильм был высоко оценён критикой. В частности, Дейв Калхоун из TimeOut написал: «Фильм проходит по причудливому канату между сексом и расправой, кошмарным триллером и городской комедией… Это один из тех фильмов, в которых можно обнаружить столько вариантов прочтения, сколько пожелаешь: здесь есть и параноидальные заговоры, и фрейдистские кошмары, и притча о современной Америке, в которой окончательный побег надо совершить вниз по горе Рашмор, на которой вырублены лица американских президентов. А всё в целом это невероятная классика».
В начале 1960-х годов Уильямс сыграл роли второго плана в нескольких вестернах, среди них фильм Роберта Олдрича «Последний закат» (1961) с Роком Хадсоном и Кирком Дугласом в главных ролях, «Перестрелка у ручья Команчи» (1963) с Оди Мёрфи и «Славные парни» (1965).

## Карьера на телевидении

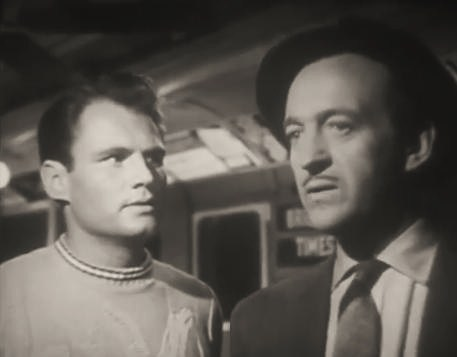
Адам Уильямс и Дэвид Найвен в телесериале «Театр четырёх звёзд» (1953)

С конца 1950-х годов Уильямс работал преимущественно на телевидении, в промежутке между 1959 и 1967 годами сыграв в десятках эпизодов сериалов-вестернов. В частности, он сыграл в шести эпизодах сериала «Стрелок» (1959—1963), четырёх эпизодах сериала «Бонанза» (1959—1967), трёх эпизодах сериала «Сыромятная плеть» (1959—1964), трёх эпизодах сериала «Есть оружие — будут путешествия» (1958—1960), а также в сериалах «Шериф Кошиза» (1958), «Техасец» (1959), «Чёрное седло» (1959—1960), «Человек с запада» (1960), «Маршал США» (1960), «Представитель закона» (1961), «Дилижанс на запад» (1961), «Дымок из ствола» (1962), «Мэверик» (1962), «Шайенн» (1962), «Дэниел Бун» (1964), «Виргинец» (1965) и других. Он также сыграл в отдельных эпизодах многих детективных и криминальных сериалов, среди которых «Перри Мейсон» (1957), «Отряд М» (1959), «Неприкасаемые» (1959—1963), «Асфальтовые джунгли» (1961), «Детективы» (1960—1962), «Сансет-Стрип, 77» (1961—1962), «ФБР» (1965), «Я шпион» (1966), «Мэнникс» (1971—1972), «Кеннон» (1974) и других.
В 1960 году в одном из эпизодов первого сезона сериала «Сумеречная зона» Уильямс сыграл моряка, которого подбирает на дороге женщина на автомобиле (Ингер Стивенс) в надежде, что он защитит её от таинственного автостопщика, который несколько раз оказывается на их пути. Журнал Time включил этот эпизод в десятку лучших эпизодов сериала.
В конце 1970-х годов Уильямс завершил актёрскую карьеру ролью в приключенческом сериале «Меч правосудия».

## Актёрское амплуа
Как отмечено в биографии актёра на сайте Turner Classic Movies, «Уильямс создал себе имя в кино ролями „плохих парней“, что позволило ему постоянно сниматься на протяжении 1950-х годов». На сайте Internet Movie Database также подчёркивается, что «в 1950-е годы Уильямс был известен как признанный исполнитель ролей плохих парней в кино и на телевидении. После роли в фильме „Без предупреждения!“ (1952) он стал играть убийц, бандитов и других несущих угрозу личностей».

## Личная жизнь
Уильямс был женат дважды. Его первой женой была Дорис Фрэнсис Холлингворт (англ. Doris Frances Hollingsworth), на которой он женился в 1944 году, однако позднее этот брак был аннулирован. В 1949 году Уильямс женился повторно на актрисе Мерили Фелпс (англ. Marilee Phelps), вместе с которой позднее снимался в фильме «Без предупреждения!» (1952). У пары родилось трое детей, однако в 1971 году они развелись. Одна из дочерей Уильямса, Мэдлин Смит (англ. Madeleine Smith), стала музыкальным редактором в кино.

## Смерть
Адам Уильямс умер 4 декабря 2006 года в Лос-Анджелесе от лимфомы в возрасте 84 лет.

## Фильмография
| Год         |     | Русское название                         | Оригинальное название                    | Роль                                |
| ----------- | --- | ---------------------------------------- | ---------------------------------------- | ----------------------------------- |
| 1951        | ф   | Королева на день                         | Queen for a Day                          | Чак (сегмент «Прыгун в воду»)       |
| 1951        | ф   | Горящий полет                            | Flying Leathernecks                      | лейтенант Берт Малотке              |
| 1951        | кор | Бенджи                                   | Benjy                                    |                                     |
| 1952        | ф   | Без предупреждения!                      | Without Warning!                         | Карл Мартин                         |
| 1952        | с   | Театр «Шеврон»                           | Chevron Theatre                          | разные роли (2 эпизода)             |
| 1953        | ф   | Полиция нравов                           | Vice Squad                               | Марти Кузалич                       |
| 1953        | ф   | Сильная жара                             | The Big Heat                             | Ларри Гордон                        |
| 1953        | с   | Голливудская премьера                    | Hollywood Opening Night                  | (1 эпизод)                          |
| 1953        | с   | Театр у камина                           | Fireside Theatre                         | Гарри (1 эпизод)                    |
| 1953        | с   | Театр четырёх звёзд                      | Four Star Playhouse                      | Джордж (1 эпизод)                   |
| 1953— 1954  | с   | Телевизионный театр «Форда»              | The Ford Television Theatre              | разные роли (2 эпизода)             |
| 1954        | ф   | Эскадрилья «Стрекоза»                    | Dragonfly Squadron                       | капитан Уайлер                      |
| 1954        | ф   | Жёлтый томагавк                          | The Yellow Tomahawk                      | капрал Мэддок                       |
| 1955        | ф   | Побег                                    | Crashout                                 | Фред Саммерфилд                     |
| 1955        | ф   | Морская погоня                           | The Sea Chase                            | Крюгер, радист                      |
| 1955        | с   | Знакомьтесь с мистером Макнатли          | Meet Mr. McNutley                        | (1 эпизод)                          |
| 1955        | с   | Медик                                    | Medic                                    | доктор Макс Пирсон (1 эпизод)       |
| 1955        | с   | Сцена 7                                  | Stage 7                                  | Дэнни Роулингс (1 эпизод)           |
| 1955        | с   | Театр научной фантастики                 | Science Fiction Theatre                  | лейтенант Фрэнк Бьюкенен (1 эпизод) |
| 1955 —1956  | с   | Джейн Уаймен представляет Театр у камина | Jane Wyman Presents The Fireside Theatre | разные роли (2 эпизода)             |
| 1956        | ф   | Гордый и светский                        | The Proud and Profane                    | Юстас Пресс                         |
| 1956        | ф   | Дыба                                     | The Rack                                 | сержант Отто Панке                  |
| 1956        | с   | Борец за правду                          | Crusader                                 | Сильван Данциг (1 эпизод)           |
| 1956        | с   | Театр «Дженерал Электрик»                | General Electric Theater                 | Глен (1 эпизод)                     |
| 1956        | с   | Зал звёзд «Шеврон»                       | Chevron Hall of Stars                    | Лэтроп (1 эпизод)                   |
| 1956        | с   | Телефонное время                         | Telephone Time                           | Тихонов (1 эпизод)                  |
| 1956—1959   | с   | Миллионер                                | The Millionaire                          | разные роли (2 эпизода)             |
| 1957        | ф   | Страх вырывается наружу                  | Fear Strikes Out                         | доктор Браун                        |
| 1957        | ф   | Текстильные джунгли                      | The Garment Jungle                       | Окс                                 |
| 1957        | ф   | Человек из Оклахомы                      | The Oklahoman                            | Боб Рэнделл                         |
| 1957        | ф   | Одинокий человек                         | The Lonely Man                           | Лон                                 |
| 1957        | с   | Кульминация                              | Climax!                                  | (1 эпизод)                          |
| 1957        | с   | Телеграфная служба                       | Wire Service                             | Уэллс (1 эпизод)                    |
| 1957        | с   | Детективный театр Джорджа Сэндерса       | The George Sanders Mystery Theater       | Том Макэлрой (1 эпизод)             |
| 1957        | с   | Театр 90                                 | Playhouse 90                             | разные роли (2 эпизода)             |
| 1957        | с   | Перри Мейсон                             | Perry Mason                              | Джейсон Бекмейер (1 эпизод)         |
| 1958        | ф   | Рейнджеры Дарби                          | Darby's Rangers                          | капрал Хэви Холл                    |
| 1958        | ф   | Космические дети                         | The Space Children                       | Дейв Брюстер                        |
| 1958        | ф   | Высшая справедливость                    | The Badlanders                           | Лесли                               |
| 1958        | с   | Театр «Алкоа»                            | Alcoa Theatre                            | Волман (1 эпизод)                   |
| 1958        | с   | Северо-западный путь                     | Northwest Passage                        | капрал О'Нил (1 эпизод)             |
| 1958        | с   | Шериф Кошиза                             | The Sheriff of Cochise                   | (1 эпизод)                          |
| 1958 —1960  | с   | Есть оружие – будут путешествия          | Have Gun - Will Travel                   | разные роли (3 эпизода)             |
| 1958—1962   | с   | Альфред Хичкок представляет              | Alfred Hitchcock Presents                | разные роли (2 эпизода)             |
| 1959        | ф   | На север через северо-запад              | North by Northwest                       | Валериан                            |
| 1959        | с   | Техасец                                  | The Texan                                | Джебб Килмер (1 эпизод)             |
| 1959        | с   | Выслеживание                             | Trackdown                                | ковбой (1 эпизод)                   |
| 1959        | с   | Шоу Дэвида Найвена                       | The David Niven Show                     | Джордж Хилтон (1 эпизод)            |
| 1959        | с   | Команда М                                | M Squad                                  | Денни Саттон (1 эпизод)             |
| 1959        | с   | Гавайский детектив                       | Hawaiian Eye                             | Гарри Галливер (1 эпизод)           |
| 1959—1960   | с   | Чёрное седло                             | Black Saddle                             | разные роли (2 эпизода)             |
| 1959— 1963  | с   | Стрелок                                  | The Rifleman                             | разные роли (6 эпизодов)            |
| 1959 —1963  | с   | Неприкасаемые                            | The Untouchables                         | разные роли (2 эпизода)             |
| 1959 — 1964 | с   | Сыромятная плеть                         | Rawhide                                  | разные роли (3 эпизода)             |
| 1959— 1967  | с   | Бонанза                                  | Bonanza                                  | разные роли (4 эпизода)             |
| 1960        | с   | Театр Зейна Грея                         | Zane Grey Theater                        | Харлан Брекенридж (1 эпизод)        |
| 1960        | с   | Ревущие 20-е                             | The Roaring 20's                         | Сэмми (1 эпизод)                    |
| 1960        | с   | Сумеречная зона                          | The Twilight Zone                        | разные роли (2 эпизода)             |
| 1960        | с   | Разбойники                               | Outlaws                                  | Бёрт (2 эпизода)                    |
| 1960        | с   | Человек с запада                         | The Westerner                            | Поук (1 эпизод)                     |
| 1960        | с   | Маршал США                               | U.S. Marshal                             | Берт Ривз (1 эпизод)                |
| 1960—1962   | с   | Закон и мистер Джонс                     | The Law and Mr. Jones                    | разные роли (2 эпизода)             |
| 1960—1962   | с   | Детективы                                | The Detectives                           | разные роли (3 эпизода)             |
| 1961        | ф   | Последний закат                          | The Last Sunset                          | Калвертон                           |
| 1961        | с   | Представитель закона                     | Lawman                                   | Бёрли Келлер (1 эпизод)             |
| 1961        | с   | Триллер                                  | Thriller                                 | Хами Кралик (1 эпизод)              |
| 1961        | с   | Шепчущий Смит                            | Whispering Smith                         | Бен (1 эпизод)                      |
| 1961        | с   | Дилижанс на запад                        | Stagecoach West                          | Арми Эймс (1 эпизод)                |
| 1961        | с   | Асфальтовые джунгли                      | The Asphalt Jungle                       | Сэм Харпер (2 эпизода)              |
| 1961        | с   | Островитяне                              | The Islanders                            | Адам (1 эпизод)                     |
| 1961        | с   | Американцы                               | The Americans                            | Уилкотт (1 эпизод)                  |
| 1961        | с   | К гостям!                                | Guestward Ho!                            | Джим Гейтс (1 эпизод)               |
| 1961 —1962  | с   | Сансет-Стрип, 77                         | 77 Sunset Strip                          | разные роли (4 эпизода)             |
| 1961— 1962  | с   | Сёрфсайд 6                               | Surfside 6                               | разные роли (3 эпизода)             |
| 1962        | ф   | Осужденные 4                             | Convicts 4                               | надзиратель                         |
| 1962        | с   | Дымок из ствола                          | Gunsmoke                                 | Слим Трент (1 эпизод)               |
| 1962        | с   | Шайенн                                   | Cheyenne                                 | Джеб Куинн (1 эпизод)               |
| 1962        | с   | Сэм Бенедикт                             | Sam Benedict                             | Бёртон Харпер (1 эпизод)            |
| 1962        | с   | В бою                                    | Combat!                                  | подполковник Нэш (1 эпизод)         |
| 1962        | с   | Мэверик                                  | Maverick                                 | Сэм Элкинс (1 эпизод)               |
| 1963        | ф   | Перестрелка у ручья Команчи              | Gunfight at Comanche Creek               | Джед Нейден                         |
| 1963        | с   | Доктор Килдэр                            | Dr. Kildare                              | Ральф Уокер (1 эпизод)              |
| 1963        | с   | Галантные люди                           | The Gallant Men                          | рядовой Маккуинн (1 эпизод)         |
| 1964        | ф   | Новые интерны                            | The New Interns                          | Волански                            |
| 1964        | с   | Арест и судебное разбирательство         | Arrest and Trial                         | С.Х. Литтер (1 эпизод)              |
| 1964        | с   | Странствия Джейми Макфитерза             | The Travels of Jaimie McPheeters         | Билли (1 эпизод)                    |
| 1964        | с   | Темпл Хьюстон                            | Temple Houston                           | Хармони Браун (1 эпизод)            |
| 1964        | с   | Театр саспенса от «Крафт»                | Kraft Suspense Theatre                   | Бен Йоргенсен (1 эпизод)            |
| 1964        | с   | Путешествие на дно океана                | Voyage to the Bottom of the Sea          | шеф (1 эпизод)                      |
| 1964        | с   | Дэниэл Бун                               | Daniel Boone                             | Моуз (1 эпизод)                     |
| 1965        | ф   | Славные парни                            | The Glory Guys                           | рядовой Лукас Крейн                 |
| 1965        | с   | Беглец                                   | The Fugitive                             | водитель грузовика (1 эпизод)       |
| 1965        | с   | Виргинец                                 | The Virginian                            | Ропер (1 эпизод)                    |
| 1965        | с   | Человек по имени Шенандоа                | A Man Called Shenandoah                  | Тейт (1 эпизод)                     |
| 1965        | с   | ФБР                                      | The F.B.I.                               | Дэвид Брайс (1 эпизод)              |
| 1966        | ф   | За мной, парни!                          | Follow Me, Boys!                         | сержант (в титрах не указан)        |
| 1966        | с   | Отряд по борьбе с преступностью          | The Felony Squad                         | Турман (1 эпизод)                   |
| 1966        | с   | Я шпион                                  | I Spy                                    | Миллер Стивенс (1 эпизод)           |
| 1966        | с   | Хани Уэст                                | Honey West                               | Гордон Форбс (1 эпизод)             |
| 1967        | с   | Кастер                                   | Custer                                   | сержант Кархью (1 эпизод)           |
| 1968        | ф   | Лошадь в сером фланелевом костюме        | The Horse in the Gray Flannel Suit       | сержант Робертс                     |
| 1968        | с   | Высокий кустарник                        | The High Chaparral                       | Бёртон (1 эпизод)                   |
| 1971— 1972  | с   | Мэнникс                                  | Mannix                                   | разные роли (2 эпизода)             |
| 1973        | с   | Комната 222                              | Room 222                                 | Джек Алмер (1 эпизод)               |
| 1974        | с   | Кеннон                                   | Cannon                                   | Джордж Дамлер (1 эпизод)            |
| 1976        | с   | Хелтер скелтер                           | Helter Skelter                           | Терренс Милик (1 эпизод)            |
| 1976        | с   | Доктор Маркус Уэлби                      | Marcus Welby, M.D.                       | доктор Шмидт (1 эпизод)             |
| 1977        | тф  | Девушка по имени Хаттер Фокс             | The Girl Called Hatter Fox               | охранник                            |
| 1977        | с   | Подмена                                  | Switch                                   | Генри Корвин (1 эпизод)             |
| 1977        | с   | Мэри Хартман, Мэри Хартман               | Mary Hartman, Mary Hartman               | Джесс (2 эпизода)                   |
| 1978        | с   | Страна Картера                           | Carter Country                           | водитель автобуса (1 эпизод)        |
| 1978        | с   | Меч правосудия                           | Sword of Justice                         | Дженсен (1 эпизод)                  |